# Siliștea Crucii
Siliștea Crucii è un comune della Romania di 1 764 abitanti, ubicato nel distretto di Dolj, nella regione storica dell'Oltenia.